# Ячменек
Ячменек - озеро в басейні річки Страча, на території ландшафтного заказника "Блакитні озера", в Мадзельському районі Білорусі.
Назва озера походить від форми котловини водойми, що нагадує ячменне зерно. 
Середня глибина - озера 3.6 метри, максимальна - 8 метрів, довжина приблизно 200 метрів, площа близько 2-х гектарів; котловина характеризується крутими схилами.
На озері росте рідкісний вид рослин - меч-трава. 
З озера Ячменек витікає ручай до озера Глубелька.
| Озеро | Це незавершена стаття про озеро . Ви можете допомогти проєкту, виправивши або дописавши її. |

| Білорусь | Це незавершена стаття з географії Білорусі. Ви можете допомогти проєкту, виправивши або дописавши її. |